# Női 200 méteres pillangóúszás a 2017-es úszó-világbajnokságon
A 2017-es úszó-világbajnokságon a női 200 méteres pillangóúszás versenyszámának döntőjét Budapesten rendezték, a Duna Arénában. A győztes a spanyol Mireia Belmonte lett, míg Hosszú Katinka bronzérmes, Szilágyi Liliána pedig hetedik lett.